# Gleb Olegowitsch Pissarewski
Gleb Olegowitsch Pissarewski  (russisch Глеб Олегович Писаревский; * 28. Juni 1976 in Archangelsk) ist ein russischer Gewichtheber.

## Karriere
Pissarewskis internationale Karriere begann bereits im Juniorenalter, als er 1995 mit einem Körpergewicht von 85,50 kg im Mittelschwergewicht bis 91 kg an der Junioreneuropameisterschaft in Be’er Scheva teilnahm. Mit einem Zweikampfergebnis von 345,0 kg (157,5/187,5 kg) gewann er Silber, sowie Gold im Reißen und Bronze im Stoßen.
Im Seniorenbereich wurde Pissarewski erstmals bei der WM 2002 in Warschau eingesetzt. Im Schwergewicht bis 105 kg erzielte er 407,5 kg (185,0/222,5 kg) und belegte den neunten Platz. Sieger wurde Denis Gotfrid mit 420,0 kg, vor Alan Zagaew und Wladimir Smortschkow mit jeweils 417,5 kg.
Bei seiner nächsten Weltmeisterschaft 2003 in Vancouver konnte Pissarewski 410,0 kg (182,5/227,5 kg) in die Zweikampfwertung einbringen, was ihn auf Rang vier platzierte. Der Olympiadritte von 2000 Asadd Saeed Saif hob 422,5 kg und gewann damit vor Smorchkow und Bunyami Sudas mit 417,5 kg beziehungsweise 415,0 kg. Pissarewskis Leistung im Stoßen brachte ihm die Bronzemedaille in dieser Disziplin.
Die Olympischen Spiele 2004 in Athen schloss Pissarewski mit 415,0 kg (190,0/225,0 kg) hinter Dmitri Berestow mit 425,0 kg und Ferenc Gyurkovics und Ihor Rasorjonow mit jeweils 420,0 kg zunächst als Vierter ab. Der Ungar Gyurkovics wurde jedoch nachträglich wegen Dopings disqualifiziert und Pisarewski rückte auf den dritten Platz vor.
Nach einer längeren Wettkampfpause im internationalen Bereich, die wohl auf die starke Konkurrenz innerhalb der russischen Nationalmannschaft zurückzuführen ist, wurde Pissarewski 2007 auf der Europameisterschaft in Straßburg eingesetzt, wo er mit 407,0 kg (186,0/221,0 kg) Silber hinter Martin Tešovič mit 411,0 kg und vor Dmitri Lapikow mit 402,0 kg gewann.

## Bestleistungen
- Reißen: 190,0 in der Klasse bis 105 kg bei den OS 2004 in Athen
- Stoßen: 227,5 kg in der Klasse bis 105 kg bei der WM 2003 in Vancouver
- Zweikampf: 415,0 kg (190,0/225,0 kg) in der Klasse bis 105 kg bei den OS 2004 in Athen